# Lidlidda
Lidlidda est une municipalité de 5e classe située dans la province d'Ilocos Sur aux Philippines. Selon le recensement de 2010 elle est peuplée de 4 398 habitants.

## Barangays
Lidlidda est divisée en 11 barangays.
- Banucal
- Bequi-Walin
- Bugui
- Calungbuyan
- Carcarabasa
- Labut
- Poblacion Norte
- Poblacion Sur
- San Vicente
- Suysuyan
- Tay-ac